# کمین (فیلم ۱۳۵۴)
کمین فیلمی به کارگردانی کامران قدکچیان و نویسندگی مهدی فخیم زاده محصول سال ۱۳۵۴ ایران است.

## خلاصه داستان
امیر (سعید راد) جوانی را هنگام سرقت از خانه‌اش به قتل می‌رساند...

## بازیگران
- سعید راد
- بهمن مفید
- سپیده
- مهدی فخیم زاده
- پروین سلیمانی
- طاهره غفاری
- نرسی کرکیا
- عباس ناظری نیک
- اکبر اصفهانی
- نریمان شیری فرد
- رضا حاجیان
- صفر یکتا
- کاوه
- فرید فرهادپور
- غلام